# トワイライトゾーン・タワー・オブ・テラー
トワイライトゾーン・タワー・オブ・テラー（The Twilight Zone Tower of Terror）は、ディズニーパークにある屋内フリーフォール型アトラクション。

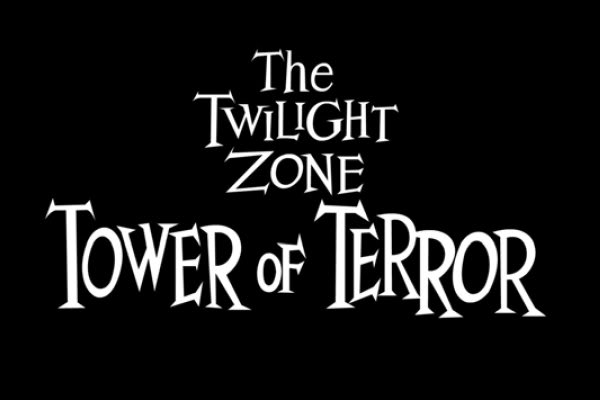
公式ロゴ

## このアトラクションが存在するパーク
- ディズニー・ハリウッド・スタジオ（ウォルト・ディズニー・ワールド・リゾート）
- ウォルト・ディズニー・スタジオ・パーク（ディズニーランド・パリ）

過去に存在していたパーク
- ディズニー・カリフォルニア・アドベンチャー（ディズニーランド・リゾート）

## 概要
アメリカのテレビドラマ『トワイライトゾーン』(日本ではミステリーゾーンとも)をモチーフとしているため、随所に関連した演出が見られる。ディズニー・ハリウッド・スタジオのみ構造が異なるが、廃屋となったホテルのエレベーターが落下するというアトラクションの基本部分は全て共通している。東京ディズニーシーの「タワー・オブ・テラー」もこの点は同じだが、『トワイライトゾーン』とは異なるオリジナルのストーリーと演出がなされている。
ディズニー社のエンジニアは、このアトラクションを着想すると、アメリカ合衆国で大手のエレベータ製造会社であるオーチス・エレベータ・カンパニーにヒアリングを行った。落ちるエレベータについて問われたオーチス社の第一声は「帰ってくれ」であった。
タワー・オブ・テラーの特徴として「ソフトウエアによる改変が可能」が挙げられる。通常のアトラクションは一度建造すると細かなバージョンアップは可能なものの、大きな修正を加えることは困難である。タワー・オブ・テラーではソフトウェアによって落下の仕方を変更できるよう、開発当初より造られている。これは東京ディズニーシー版も同様であり、タワー・オブ・テラー：Level 13などが開催されている。
1997年にはアトラクションを元に映画化されており邦題は『ホーンテッド・ホテル』となっている。

### 物語
物語はミステリーゾーンのオープニングから始まる。時は1939年10月31日の夜、雨の降る中、一流のスターたちが集まるロサンゼルス一番の高級ホテル「ハリウッド・タワー・ホテル」にたまたま居合わせた紳士淑女の映画スターのカップル、売れっ子の少女とその乳母、中年の荷物持ちのベルボーイの5人の男女が乗り込む。彼らがそれぞれ宿泊する部屋へと向かおうとしたその時、突如ホテルを落雷が襲い、エレベーターのワイヤーが切れ落下する事故が発生する。しかし乗っていたはずの5人はそこにおらず、謎の失踪を遂げた。この事がきっかけでホテルは閉鎖へと陥ってしまう。
ここでロッド・サーリングによる解説が始まる。「時がたった現在、このホテルには電気が止まっているのにもかかわらずネオンが灯ったり、エレベーターが動き出すという怪現象が発生。しかもそのエレベーターは、あるはずのない13階で止まるという奇妙な現象が起きてしまいます。」
ホテルのこのエレベーターに乗り込んだゲストは、彼らが消えた異空間「トワイライトゾーン」に入り込むことになる。

## 各施設紹介

### ディズニー・ハリウッド・スタジオ
| トワイライトゾーン・タワー・オブ・テラー The Twilight Zone Tower of Terror | トワイライトゾーン・タワー・オブ・テラー The Twilight Zone Tower of Terror | トワイライトゾーン・タワー・オブ・テラー The Twilight Zone Tower of Terror | トワイライトゾーン・タワー・オブ・テラー The Twilight Zone Tower of Terror |
| -------------------------------------------------------------------------- | -------------------------------------------------------------------------- | -------------------------------------------------------------------------- | -------------------------------------------------------------------------- |
| オープン日                                                                 | オープン日                                                                 | 1994年7月22日                                                              | 1994年7月22日                                                              |
| スポンサー                                                                 | スポンサー                                                                 | なし                                                                       | なし                                                                       |
| 所要時間                                                                   | 所要時間                                                                   | 約3分10秒                                                                  | 約3分10秒                                                                  |
| 定員                                                                       | 定員                                                                       | 22人/1台                                                                   | 22人/1台                                                                   |
| 利用制限                                                                   |                                                                            | 身長102cm以上                                                              | 身長102cm以上                                                              |
| ファストパス                                                               | ファストパス                                                               |                                                                            | ○                                                                          |
| シングルライダー                                                           | シングルライダー                                                           |                                                                            | ○                                                                          |

トワイライトゾーン・タワー・オブ・テラー(The Twilight Zone Tower of Terror)は、ディズニーパークにある屋内フリーフォール型アトラクション。
ディズニー・ハリウッド・スタジオ（ウォルト・ディズニー・ワールド）のものは、全世界で最初に作られたオリジナルである。構造としては、6本のシャフトを配し、各シャフト1本ごとにフリーフォール型のライドが1台ずつ配置されている。2つの映像シーンを経由して上昇した後、ライド全体が前進しフリーフォールゾーンへ移動する構造になっており、ライド前進後のゾーンは2台のライドで共有している。エレベータが上昇、下降だけではなく前進するのは、ディズニー・ハリウッド・スタジオ版のみである。
テーマは映画「トワイライトゾーン」を採用した。
フロリダ版の特徴は、乗車毎に演出や落下のパターン及び回数が異なり、何度乗っても楽しめるようになっている。
体を固定する安全装置は、開業当初は3～4人共用の安全バーだったが、現在は2点式シートベルトとなっている。

### ディズニー・カリフォルニア・アドベンチャー
| トワイライトゾーン・タワー・オブ・テラー The Twilight Zone Tower of Terror | トワイライトゾーン・タワー・オブ・テラー The Twilight Zone Tower of Terror | トワイライトゾーン・タワー・オブ・テラー The Twilight Zone Tower of Terror | トワイライトゾーン・タワー・オブ・テラー The Twilight Zone Tower of Terror |
| -------------------------------------------------------------------------- | -------------------------------------------------------------------------- | -------------------------------------------------------------------------- | -------------------------------------------------------------------------- |
| オープン日                                                                 | オープン日                                                                 | 2004年5月5日                                                               | 2004年5月5日                                                               |
| クローズ日                                                                 | クローズ日                                                                 | 2017年1月2日                                                               | 2017年1月2日                                                               |
| スポンサー                                                                 | スポンサー                                                                 | なし                                                                       | なし                                                                       |
| 所要時間                                                                   | 所要時間                                                                   | 約2分25秒                                                                  | 約2分25秒                                                                  |
| 定員                                                                       | 定員                                                                       | 22人/1台                                                                   | 22人/1台                                                                   |
| 利用制限                                                                   |                                                                            | 身長102cm以上                                                              | 身長102cm以上                                                              |
| ファストパス                                                               | ファストパス                                                               |                                                                            | ○                                                                          |
| シングルライダー                                                           | シングルライダー                                                           |                                                                            | ○                                                                          |

トワイライトゾーン・タワー・オブ・テラー(The Twilight Zone Tower of Terror)は、ディズニーパークにある屋内フリーフォール型アトラクション。
ディズニー・カリフォルニア・アドベンチャー（ディズニーランド・リゾート）のものは、シャフトが3本で1本のシャフトごとに2台のライドが交互に稼動する構造を採用しており、構造的には、「ウォルト・ディズニー・スタジオ・パーク」（パリ）および「東京ディズニーシー」にあるものと同型である。また、アトラクションのテーマとして「トワイライト・ゾーン」を採用しており、「ウォルト・ディズニー・スタジオ・パーク」および「ディズニー・ハリウッド・スタジオ」（フロリダ）と共通する。つまり、パリ版とアナハイム版は構造とテーマの双方で共通しているが、他の2つとは構造ないしテーマのいずれかの点で異なっている。
オープン当初は「ハリウッド・タワー・オブ・テラー(Hollywood Tower of Terror)」という名称だったが、のちにフロリダ版と同じ名称に変更された。

2017年1月2日にクローズ、2017年5月27日にマーベル・コミックス原作の映画「ガーディアンズ・オブ・ギャラクシー」をテーマにした「ガーディアンズ・オブ・ギャラクシー - ミッション:ブレイクアウト!(Guardians of the Galaxy - Mission: Breakout!)」としてオープンされた。

### ウォルト・ディズニー・スタジオ・パーク
| トワイライトゾーン・タワー・オブ・テラー The Twilight Zone Tower of Terror | トワイライトゾーン・タワー・オブ・テラー The Twilight Zone Tower of Terror | トワイライトゾーン・タワー・オブ・テラー The Twilight Zone Tower of Terror | トワイライトゾーン・タワー・オブ・テラー The Twilight Zone Tower of Terror |
| -------------------------------------------------------------------------- | -------------------------------------------------------------------------- | -------------------------------------------------------------------------- | -------------------------------------------------------------------------- |
| オープン日                                                                 | オープン日                                                                 | 2007年12月22日                                                             | 2007年12月22日                                                             |
| スポンサー                                                                 | スポンサー                                                                 | なし                                                                       | なし                                                                       |
| 所要時間                                                                   | 所要時間                                                                   | 約2分25秒                                                                  | 約2分25秒                                                                  |
| 定員                                                                       | 定員                                                                       | 22人/1台                                                                   | 22人/1台                                                                   |
| 利用制限                                                                   |                                                                            | 身長102cm以上                                                              | 身長102cm以上                                                              |
| ファストパス                                                               | ファストパス                                                               |                                                                            | ○                                                                          |
| シングルライダー                                                           | シングルライダー                                                           |                                                                            | ○                                                                          |

トワイライトゾーン・タワー・オブ・テラー(The Twilight Zone Tower of Terror)は、ディズニーパークにある屋内フリーフォール型アトラクション。
ウォルト・ディズニー・スタジオ・パーク（ディズニーランド・パリ）のものは、シャフトが3本で1本のシャフトごとに2台のライドが交互に稼動する構造を採用しており、構造的には、「ディズニー・カリフォルニア・アドベンチャー」および「東京ディズニーシー」にあるものと同型である。また、アトラクションのテーマとして「トワイライト・ゾーン」を採用しており、「ディズニー・カリフォルニア・アドベンチャー」および「ディズニー・ハリウッド・スタジオ」と共通する。つまり、パリ版とアナハイム版は構造とテーマの双方で共通しているが、他の2つとは構造ないしテーマのいずれかの点で異なっている。
パリ版は当初、パーク自体の開園から2年後の2004年にはオープンする計画であったが、経済的事情により建設計画が頓挫。その後着工したものの、フランスの建築規制などのせいで工法が変更されるなどの事情もあり、当初計画から大幅に遅れて2007年末にようやくオープンにこぎつけた。タワーおよびこれに付随する建物はパークのほぼ中央に位置するため、建設期間が長引いたことにより園内の動線が長期間分断された状態が続いていた。特に、正面から見てちょうどタワーの背後にあたるスタジオ・トラム・ツアーなどは、トゥーン・スタジオを大きく回りこんで行かなければ到達できない状況が続いて不便であった。

## その他
- ホーンテッドマンションと同じく、スタンバイの待ち時間表示が15分の場合は忌み数が使われ、13分と表示される。
- ホテルのモデルとなったのは、実際にハリウッドにある「ハリウッド・ルーズベルト・ホテル」だと言われている。